# Naturschutzgebiet Brooker Wald
Koordinaten: 53° 59′ 54,9″ N, 11° 1′ 33,9″ O
Das Naturschutzgebiet Brooker Wald ist ein Naturschutzgebiet in Mecklenburg-Vorpommern ungefähr vier Kilometer nordwestlich von Kalkhorst. Die Gebietsausweisung erfolgte am 14. Mai 1942 mit zwei Erweiterungen in den Jahren 1957 und 1961. Die heutige Schutzgebietsfläche umfasst 51 Hektar. Es soll ein Ausschnitt der Ostseeküste mit einem aktiven Kliff und altem Laubwaldbestand aus Rotbuche, Erle und Esche geschützt werden. Eingestreut finden sich feuchte Senken.
Der Gebietszustand wird als gut angesehen. Das Naturschutzgebiet wird im Rahmen der forstlichen Grundlagenforschung als Naturwaldreservat untersucht. Die Gebietsbetreuung übernimmt der Naturschutzbund Mecklenburg-Vorpommern.
Ein öffentlicher Weg führt durch das Gebiet, der vormals durch die Grenztruppen der DDR genutzt wurde.